# FITUR

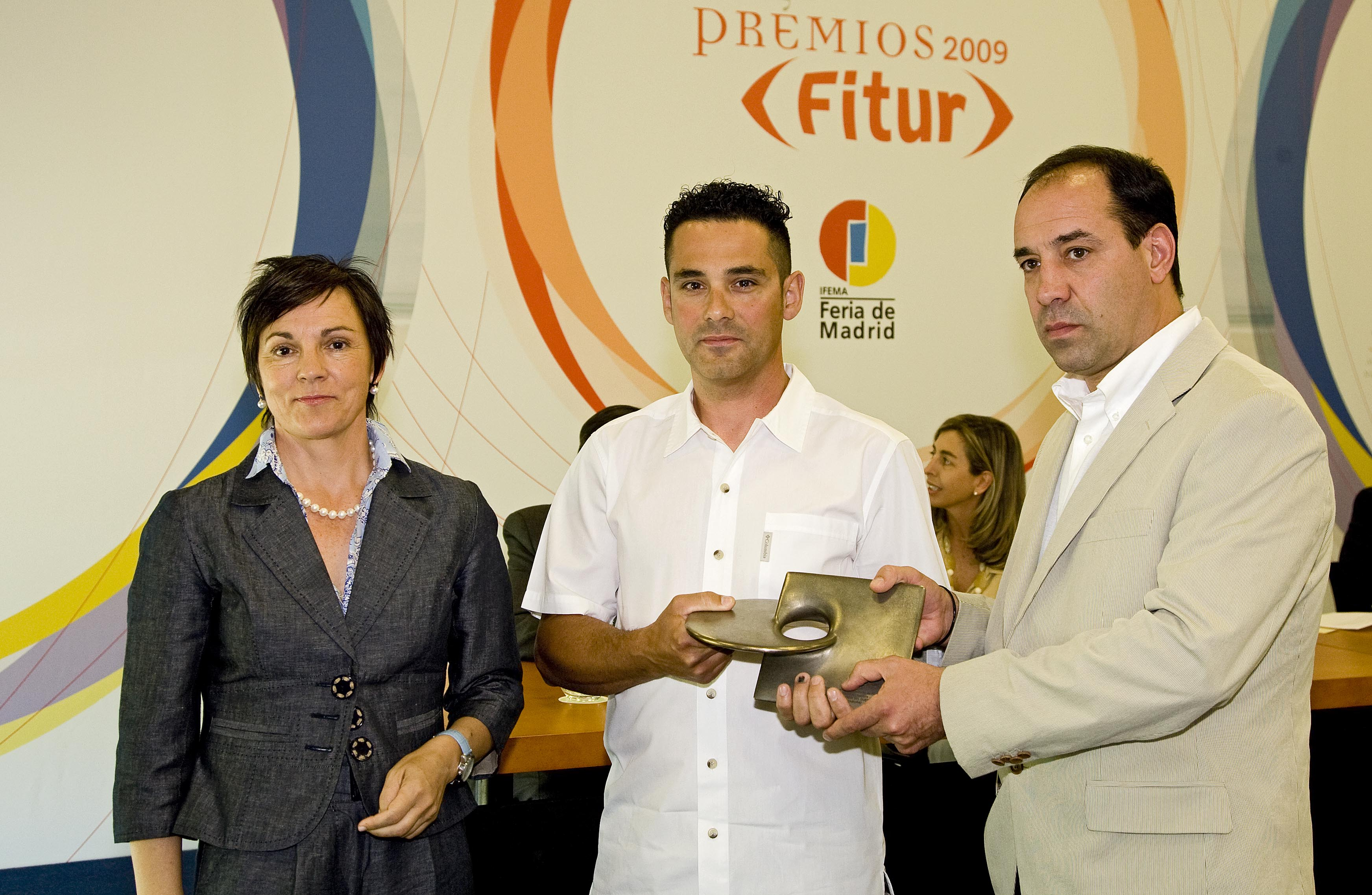
Entrega dels premis FITUR 2009

FITUR és una fira internacional de turisme que se celebra anualment en la Institució Firal de Madrid, IFEMA, durant cinc dies en els mesos de gener i febrer. FITUR acull pavellons dedicats a cadascun dels països representats, els quals mostren les seves atraccions i focus d'interès per al turisme internacional, com també és el cas de Catalunya a través de les seves nou marques turístiques. D'aquesta manera, FITUR es converteix en la segona fira internacional més important del món en aquest sector.